# Saxifraga wallichiana
Saxifraga wallichiana är en stenbräckeväxtart som beskrevs av Kaspar Maria von Sternberg. Saxifraga wallichiana ingår i Bräckesläktet som ingår i familjen stenbräckeväxter. Inga underarter finns listade i Catalogue of Life.